# XXIV Emblemata
I XXIV Emblemata, il cui titolo completo è "XXIV Emblemata, che sono frasi illustrate sillabando versi, di A. E. Drijfhout", sono un'opera emblematica xilografica in latino e olandese pubblicata nel 1932 dall'incisore e grafico olandese M. C. Escher.

## Contenuti
In quest'opera, Escher raccoglie 24 xilografie raffiguranti altrettante frasi ideate da A. E. Drijfhout, alias di G. J. Hoogewerff, suo amico ed estimatore.
Esempi di emblemata:
- Gaudentes alienam mirantur tabem (Chi è felice osserva con indifferenza l'agonia altrui) sotto l'incisione di un vaso di fiori appena recisi. Escher evidenzia il contrasto fra i fiori recisi destinati a una fine incombente e chi gode della loro bellezza senza preoccuparsi del loro destino.